# Kozarevići
Kozarevići är en ort i Bosnien och Hercegovina.   Den ligger i entiteten Republika Srpska, i den centrala delen av landet, 6 km sydost om huvudstaden Sarajevo. Kozarevići ligger 661 meter över havet och antalet invånare är 429.
Terrängen runt Kozarevići är lite bergig.Runt Kozarevići är det ganska tätbefolkat, med 72 invånare per kvadratkilometer.. Närmaste större samhälle är Sarajevo, 5,8 km nordväst om Kozarevići. 
I omgivningarna runt Kozarevići växer i huvudsak lövfällande lövskog.